# Kalatschinsk
Kalatschinsk (russisch Калачинск) ist eine Stadt in der Oblast Omsk (Russland) mit 23.556 Einwohnern (Stand 14. Oktober 2010).

## Geografie
Kalatschinsk liegt in Westsibirien an der Transsibirischen Eisenbahn und am Fluss Om. Die Entfernung zu Moskau beträgt etwa 2790 km Richtung Westen, die Gebietshauptstadt Omsk liegt rund 80 km von Kalatschinsk entfernt und ist zugleich die am nächsten gelegene Stadt.

## Geschichte
Erste Erwähnung des Ortes, damals als Kalatschiki, stammt aus einer Volkszählung im Jahre 1795, die für das Dorf eine Bevölkerungszahl von 130 Einwohnern ergab. Auch in den darauffolgenden 100 Jahren wurde dort vorwiegend Landwirtschaft betrieben, seit den 1860er-Jahren zunehmend auch durch Siedler aus dem europäischen Teil Russlands, bei denen es sich vorwiegend um ehemalige leibeigene Bauern handelte.
In den 1890er-Jahren wurde ein Abschnitt der Transsibirischen Bahn verlegt, der an Kalatschiki vorbeiführte. Dies begünstigte den Handel und den Bevölkerungszuzug; 1904 hatte das Dorf bereits fast 700 Einwohner. Mit der Bildung eines Ujesds Kalatschinsk am 5. Dezember 1919 erhielt der Ort unter dem heutigen Namen die Stadtrechte. Im Rahmen der Umwandlung der Ujesde in Rajons wurden die Stadtrechte jedoch bereits am 2. Mai 1925 vorübergehend wieder aberkannt. Am 24. Januar 1943 erhielt Kalatschinsk den Status einer Siedlung städtischen Typs, und seit 27. November 1952 ist es wieder Stadt.

### Bevölkerungsentwicklung
| Jahr | Einwohner |
| ---- | --------- |
| 1939 | 9.278     |
| 1959 | 18.987    |
| 1970 | 20.809    |
| 1979 | 22.414    |
| 1989 | 25.014    |
| 2002 | 24.247    |
| 2010 | 23.556    |

Anmerkung: Volkszählungsdaten

## Wirtschaft
Die lokale Industrie ist heute nur mäßig entwickelt und wird hauptsächlich von Gerätebau und Lebensmittelherstellung geprägt. Bedeutend im Rajon Kalatschinsk ist vor allem die Landwirtschaft.